# Plegafulles becnegre
El plegafulles becnegre (Thripadectes melanorhynchus) és una espècie d'ocell de la família dels furnàrids (Furnariidae).

## Hàbitat i distribució
Habita el sotabosc de la selva humida dels Andes, des de l'est de Colòmbia, cap al sud, a través de l'est d'Equador i de Perú.